# اوروبول
اوروبول (به انگلیسی: Orobol) با فرمول شیمیایی C۱۵H۱۰O۶ یک ترکیب شیمیایی با شناسه پاب‌کم ۵۲۸۱۸۰۱ است. که جرم مولی آن ۲۸۶٫۲۳ g/mol می‌باشد. 